# Jean Estienne
Pour les articles homonymes, voir Estienne.
Jean Estienne, né le 7 novembre 1860 à Condé-en-Barrois (Les-Hauts-de-Chée depuis 1972) dans la Meuse et mort le 2 avril 1936 à Paris, est un militaire, artilleur et ingénieur militaire français. Il a eu en France une influence importante dans le développement de l'artillerie moderne et de l'aviation militaire. Il reste surtout connu comme l'homme qui a créé une arme blindée en France — ce qui lui a valu le surnom de « Père des chars » — qu'il appelait « artillerie d'assaut » durant la Première Guerre mondiale.

## Jeunesse et début de carrière
Le père d’Estienne est notaire et le maire de son village pendant vingt ans ; il est aussi conseiller général de la Meuse. Sa mère Marie Emma Nocas est sans profession. Très tôt, Estienne manifeste de bonnes dispositions pour les mathématiques, effectuant de brillantes études au collège de Saint-Dizier, puis au lycée de Bar-le-Duc. En 1880, il est admissible aux concours d’entrée de plusieurs écoles civiles ou militaires : École normale supérieure, Saint-Cyr et Polytechnique. Finalement, il est classé 6e au concours d’entrée à l'École polytechnique qu'il choisit d’intégrer ; il en sort classé 131e sur une promotion de 205 élèves en 1882, année où il remporte aussi le premier prix d'un concours national de mathématiques. Il s'intéresse aussi à la philosophie, mais se passionne surtout pour la Grèce antique.
En 1882 à sa sortie de Polytechnique, il reste militaire et choisit l'artillerie : il entre comme sous-lieutenant à l'école d'application de l'arme à Fontainebleau. Il en sort deux ans plus tard avec le grade de lieutenant et est affecté au 25e régiment d'artillerie de Vannes. Outre son activité sous les drapeaux, il étudie la balistique, et publie son premier ouvrage, Erreurs d’observation, qu’il présente à l'Académie des sciences. Il se fait l’avocat du tir indirect d'artillerie.
Il se marie à Camille Jacquot le 14 octobre 1885.
Promu capitaine au 1er régiment d'artillerie en 1891, il commence à développer, à l'atelier de Bourges, des instruments télémétriques qui permettront de mettre ses théories en pratique, comme le goniomètre de pointage. Il publie en 1895 un second ouvrage, L’Art de conjecturer.
En 1902, il est muté au 19e régiment d'artillerie en tant que chef d'escadron de l'atelier de précision, mais continue surtout ses travaux théoriques à la section d'artillerie de Paris. Il met au point divers instruments de précision, comme le télémètre phonétique, et milite pour l'emploi du téléphone pour transmettre les corrections de tir des batteries. Ce travail actif dans le domaine technique militaire ne l'empêche pas, néanmoins, de publier en 1906 une étude sur le théorème de Pascal. En 1907, il devient directeur de l'École de l'artillerie de Grenoble, et y publie Les Forces morales à la guerre.

## Pionnier de l'aviation militaire

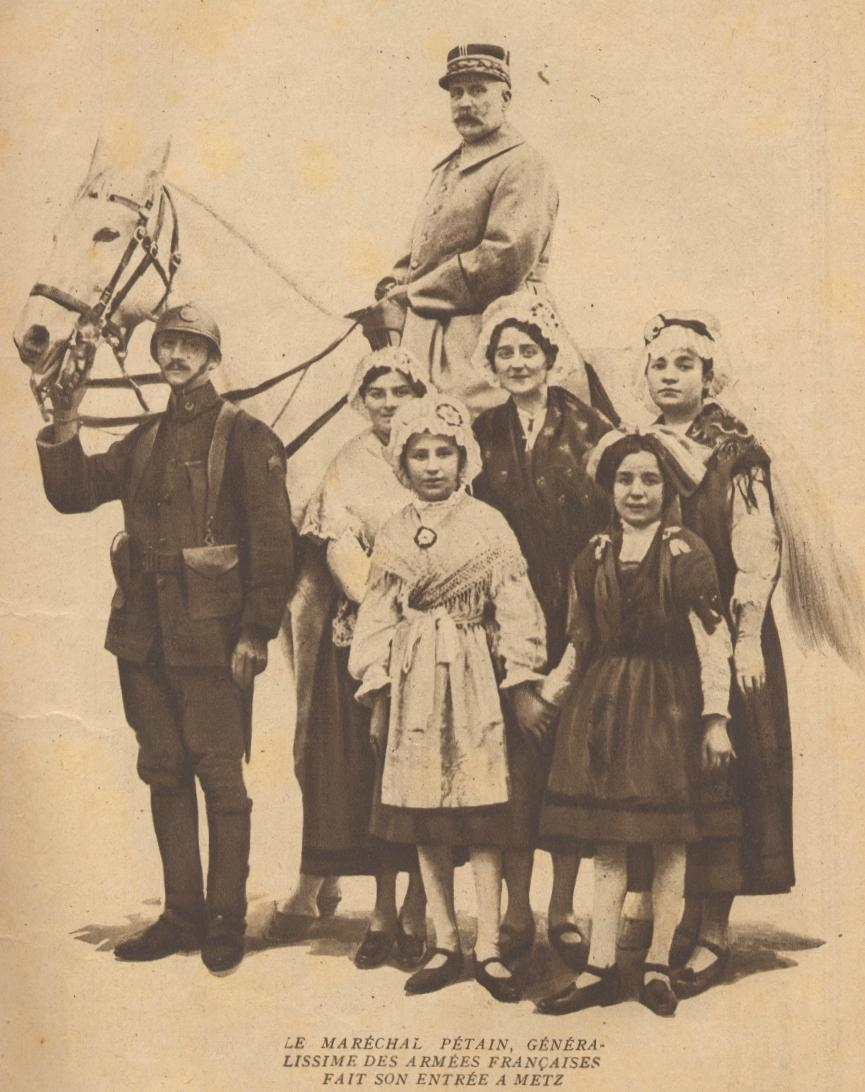
Le général Pétain en 1919.

Estienne a la réputation d'être l'un des officiers progressistes les plus brillants et, en 1909, le général Brun lui confie le commandement du service de l'aviation militaire, en cours de création à Reims. Il met au point les techniques et les tactiques d'emploi de l'aviation d'observation. Il commande ensuite le 3e groupe d'aviation à Lyon, mais est rapidement rappelé pour continuer ses travaux à Vincennes, où il fonde une section d'aviation d'artillerie.
Quand la Première Guerre mondiale éclate, Estienne est désigné comme chef de corps du 22e régiment d'artillerie basé à Versailles qui fait partie de la 6e division d'infanterie du général Bloch puis du général Pétain à la fin du mois d'août. À la bataille de Charleroi, l'artillerie, qu'il dirige de main de maître et qui utilise un réglage aidé par l'aviation, impressionne les troupes allemandes. Cependant, cela n'empêche pas l'infanterie de se faire décimer par le tir des mitrailleuses ; ainsi, le 25 août 1914, il déclare aux officiers de son régiment : « Messieurs, la victoire appartiendra dans cette guerre à celui des deux belligérants qui parviendra le premier à placer un canon de 75 sur une voiture capable de se mouvoir en tout terrain. »

## Le « père des chars »
Pendant l’été 1915, Estienne apprend qu'Eugène Brillié, ingénieur de chez Schneider et Cie et Jules-Louis Breton, alors membre du parlement, ont commencé le développement d'un véhicule destiné à ouvrir un chemin dans les barbelés, basé sur le châssis du tracteur à chenilles Holt observé au terrain d'exercice du Corps of Royal Engineers à Aldershot. Convaincu de l'avenir militaire de l'emploi de ces engins, il multiplie les démarches épistolaires auprès du général Joseph Joffre et finit par rencontrer le chef d'état major adjoint de celui-ci, Maurice Janin, le 6 décembre pour lui exposer ses idées sur la création d'unités de char d'assaut. Le 20, Estienne rencontre Louis Renault, pour le convaincre de produire un char léger, mais ce dernier refuse dans un premier temps car il consacre tous ses moyens à la production de munitions. Mi-janvier 1916, après une nouvelle série d'essais avec le tracteur Holt et une rencontre entre Estienne et Joffre le 18, ce dernier décide le 31 janvier de commander quatre cents chars Schneider CA1.
Février 1916 voit la construction des premiers prototypes d'engins de franchissement de tranchées en utilisant deux tracteurs Holt. Le 17, l'engin est prêt et essayé à Vincennes et, le soir même, la société Schneider commence la construction des quatre cents engins commandés par Joffre.
Le 16 juillet, Louis Renault annonce à Estienne qu'il est revenu sur sa décision et que sa compagnie développe un char léger. En août, Estienne fait le voyage à Londres avec Jules-Louis Breton pour essayer de convaincre les Britanniques de n'employer leurs chars que lorsque ceux des Français seront prêts. Mais leur mission échoue et l'armée britannique engage, dès le 15 septembre, leurs chars Mark I.

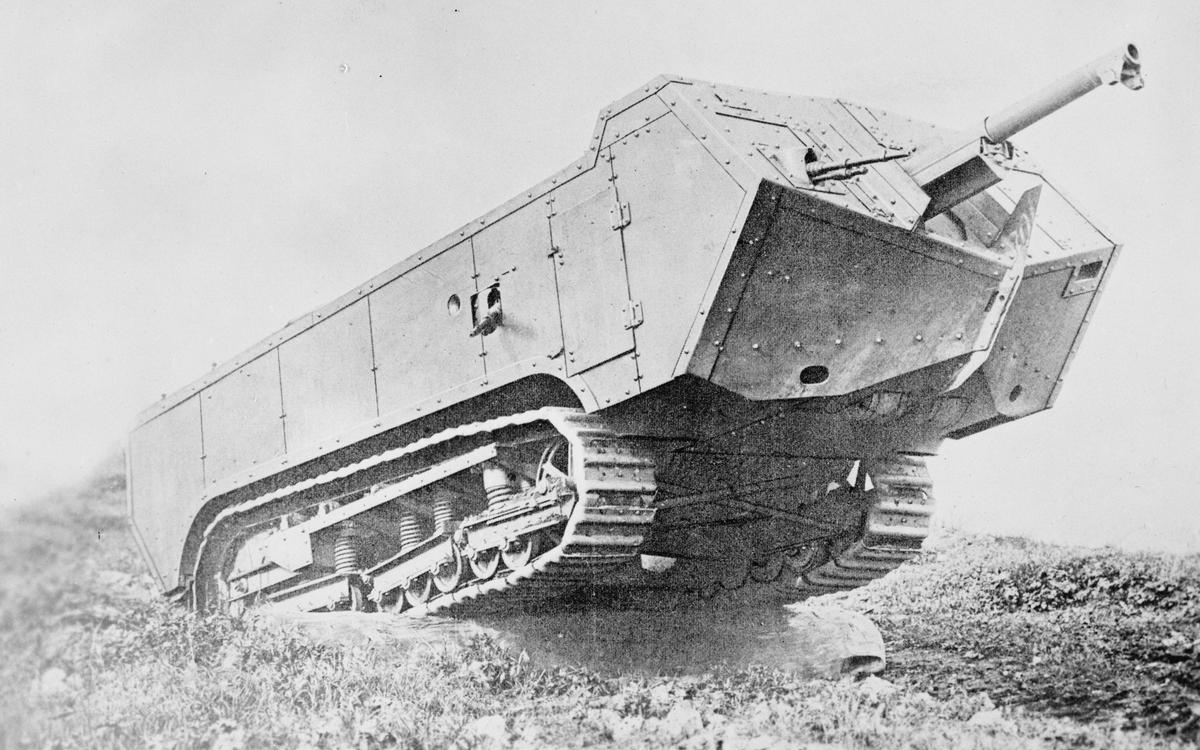
Char Saint-Chamond.

Malgré le résultat mitigé obtenu par les premiers tanks britanniques, leur engagement déclenche une euphorie qui permet d'accélérer le développement des forces blindées françaises. Le 30 septembre, le colonel Estienne est nommé directeur de l'« artillerie spéciale ». Il reçoit ses deux étoiles de général de brigade le 17 octobre. Il installe le camp de base de la nouvelle arme dans la clairière de Champlieu, dans la forêt de Compiègne et lui donne ses premiers règlements et traditions, issus de celle de l'artillerie. Le 27 novembre, il adresse au Grand Quartier général une demande de 1 000 chars légers mitrailleurs qui pourraient être construits par Renault. Du fait de l'opposition du général Mouret, inspecteur du service automobile, la commande est délaissée par le ministre de l'armement et le général Estienne doit, de nouveau, intervenir pour la sauver. Il réussit à faire accepter l'achat de 150 chars le 22 février 1917.
En avril 1917, le nouveau commandant en chef Robert Nivelle exige l'engagement de l'« artillerie spéciale », en appui de la 5e armée française près de Berry-au-Bac, le 16 avril, en dépit de l'opposition d'Estienne qui considère que l'action est prématurée. L'attaque est en effet un échec, avec de nombreuses pertes chez les équipages de chars : ce premier engagement malheureux peut avoir pour conséquence de provoquer la dissolution de l'« artillerie spéciale », mais le remplacement de Nivelle par Pétain sauve l'œuvre d'Estienne.

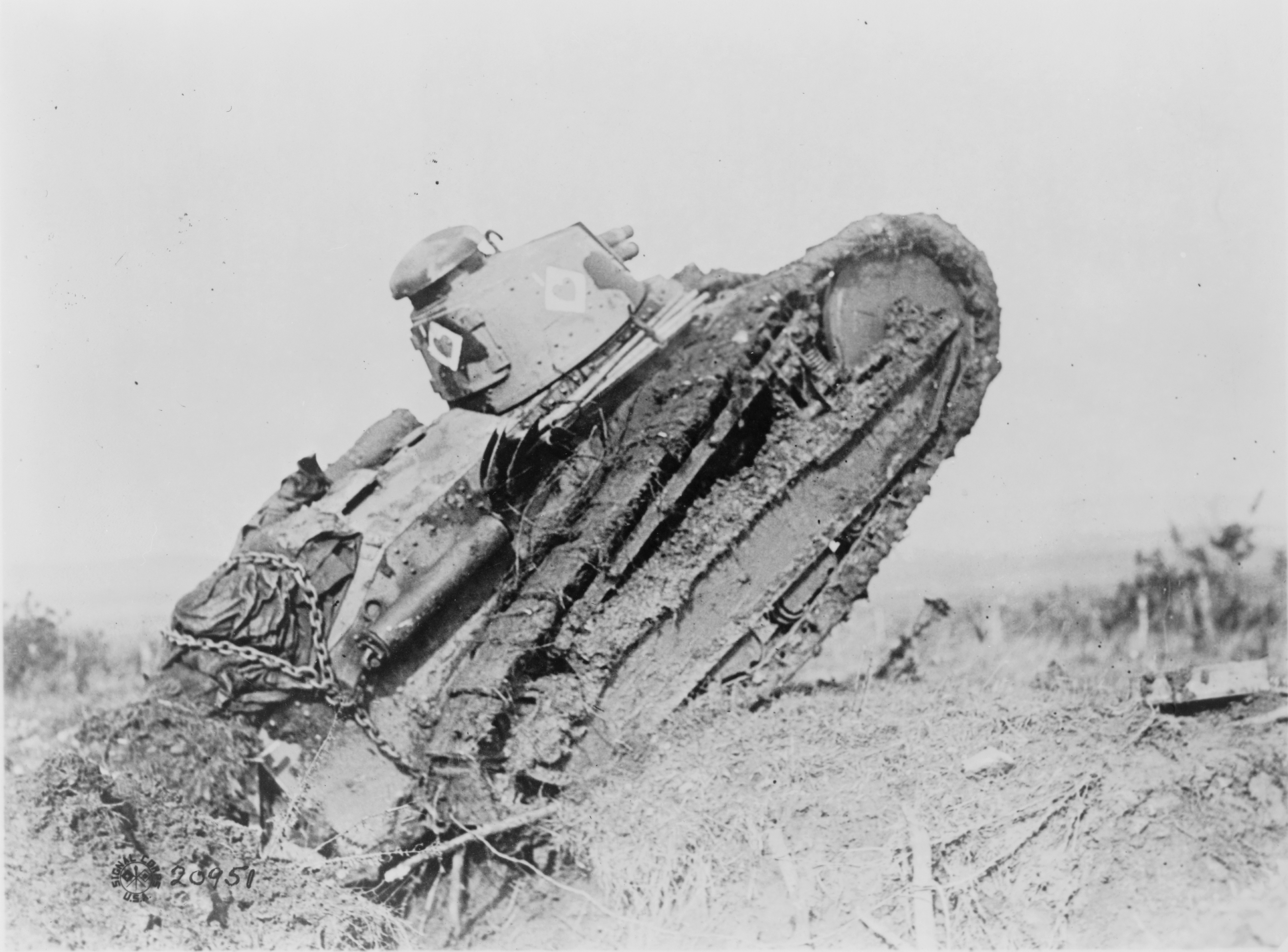
Char Renault FT.

L'avenir de l'« artillerie spéciale » est désormais assuré. Le matériel est commandé en masse, et de nombreux groupes d'artillerie spéciale, puis des régiments de chars légers, voient le jour. En juin 1917, l'industrie a reçu des ordres de fabrication pour 150 chars lourds FCM 2C, 600 chars moyens et pas moins de 3 500 chars légers FT. Vont être créés, pendant la guerre, dix-sept groupes de Schneider CA1 et douze de Saint-Chamond, tous à quinze chars, et trois régiments de chars légers, dont l'action se révèle déterminante dans la victoire des forces alliées. Estienne côtoie au cours de l'année 1917 le jeune militaire américain George Patton, partageant avec lui des discussions techniques et stratégiques sur les chars. Le 2 août 1918, Estienne est fait commandeur de la Légion d'honneur, avec la citation suivante de la main de Buat : « Officier général d'une intelligence et d'une valeur exceptionnelle, qui par la justesse et la fécondité de ses idées, l'entrain et la foi avec lesquels il a su les défendre et les faire triompher, a rendu les plus éminents services à la cause commune. »
Estienne est élevé au rang de général de division le 23 décembre 1918. Il devient, en 1919, commandant supérieur du groupe fortifié des Alpes-Maritimes et commandant de la subdivision de Nice.
Son dernier poste d'activité est celui d'inspecteur des chars de combat. Il reste ainsi à la tête de l'« artillerie spéciale », devenue la « subdivision des chars de combat » lorsqu'elle est rattachée à l'infanterie en 1920. Admis à la retraite le 7 novembre 1922, il prend cependant la tête de la direction générale des études de chars, qui vient d'être créée. Il tient deux conférences successives, l'une devant le Conservatoire national des arts et métiers, le 15 février 1920, puis à Bruxelles devant le roi Albert Ier, où il développe une vision de l'avenir des chars, assez prophétique : « Imaginez, Messieurs, au formidable avantage stratégique et tactique que prendraient sur les lourdes armées du plus récent passé, cent mille hommes capables de couvrir quatre-vingt kilomètres en une seule nuit avec armes et bagages dans une direction et à tout moment. Il suffirait pour cela de huit mille camions ou tracteurs automobiles et de quatre mille chars à chenilles et montés par une troupe de choc de vingt mille hommes. » Ces idées prophétiques sur le rôle du char dans la guerre moderne relayées d'ailleurs par le colonel Charles de Gaulle n'ont pas été pleinement entendues en France alors qu'elles ont été reprises et mises en œuvre par l'Allemagne dont les Panzerdivision vont signer la défaite française de 1940.

## L’exploration automobile du Sahara

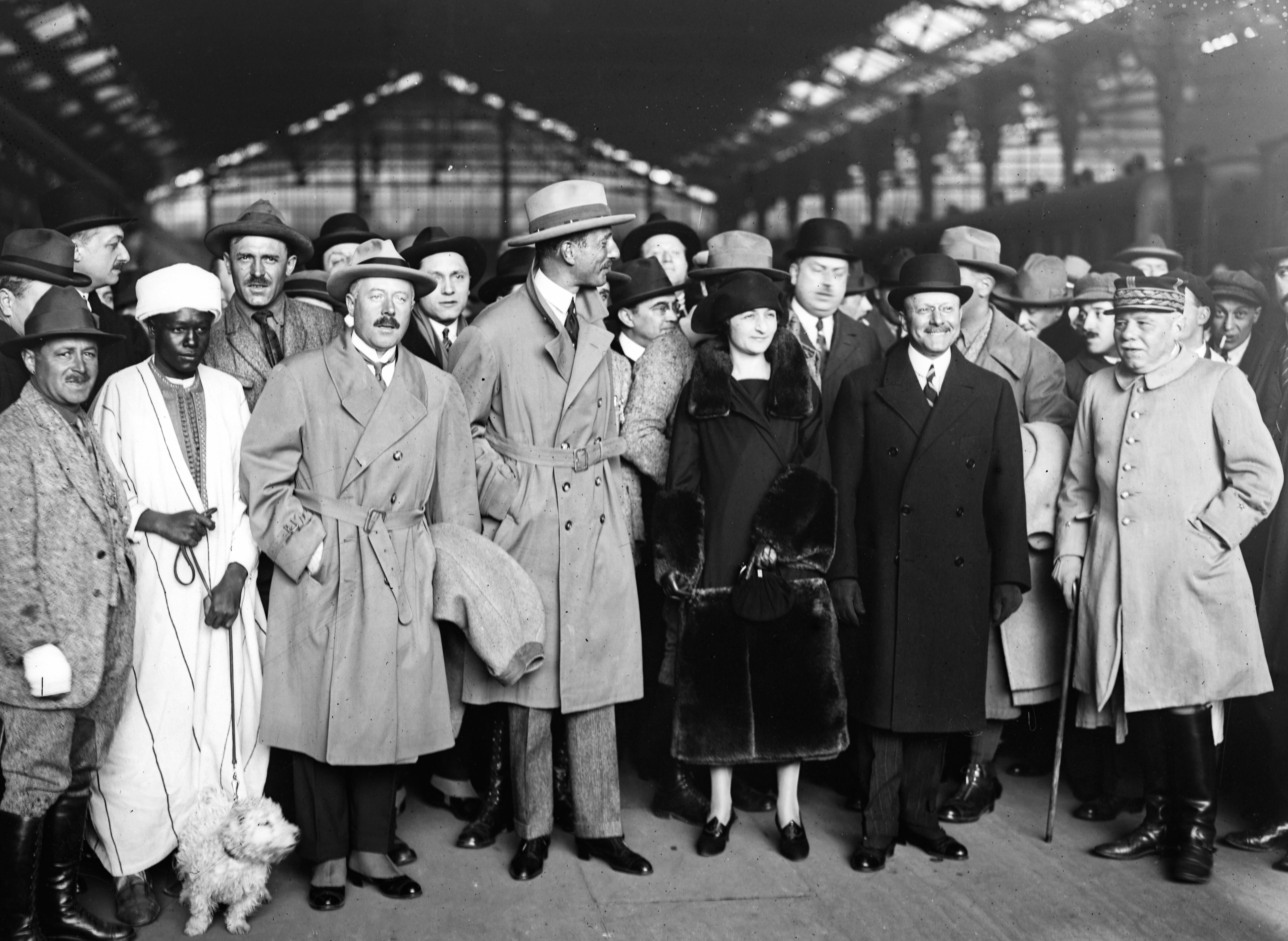
Le retour des responsables de la première traversée du Sahara en automobile à Paris en 1923. À droite, sur sa canne, le général Estienne.

Estienne est à l'origine de la mission Citroën de Georges-Marie Haardt et Louis Audoin-Dubreuil qui effectue, du 17 décembre 1922 au 7 janvier 1923, la première double traversée du Sahara en autochenilles. André Citroën et son épouse, accompagnés par Adolphe Kégresse et Estienne, et suivis par de nombreux journalistes, vont à la rencontre de l'expédition dans la Sahara. Le raid est une réussite. Comme l'avait prévu Jean Estienne, la chenille est le moyen de progresser sur le sol mou du désert et l'autochenille s'est affirmée comme la conquérante des sables. De retour à Paris, André Citroën est triomphant, le général Estienne est ravi.
À la suite de ce succès, Gaston Gradis, industriel qui, entre autres activités, construit les avions Nieuport, fonde en 1923 la Compagnie générale transsaharienne (CGT), société de transports routiers dont Estienne devient le président. Le but de la CGT est de reconnaître et équiper une route transsaharienne devant convenir à l'établissement d'une voie ferrée et d'une ligne aérienne.
Sur l'idée de son fils Georges, le général Estienne organise la mission « Algérie-Niger » grâce à la Compagnie générale transsaharienne et avec le concours de plusieurs ministères. La mission part de Figuig le 9 novembre 1923 avec quatre autochenilles Citroën et un avion Nieuport à ailes repliables en remorque. Elle traverse en trois jours le Tanezrouft qui se révèle particulièrement favorable aux transports automobiles et à l’atterrissage des avions. Comme l'a souligné le professeur Émile-Félix Gautier : « L'exploit réalisé par les frères Estienne en découvrant cette ligne de communication rapide est une révolution technique qui fait passer le Sahara de l'ère du chameau à celle de l'automobile ».
Le général Estienne finit par se retirer sur la Côte d'Azur à Nice en 1933, se consacrant entre autres aux associations d'anciens combattants des chars. C'est dans ce cadre qu'il rencontre le futur général de Gaulle. En 1934, il devient grand-croix de la Légion d'honneur.
Il meurt en 1936 à l'hôpital du Val-de-Grâce : il est enterré au cimetière Cimiez de Nice.

## Grades
- Lieutenant le 1er novembre 1882
- Capitaine le 23 mars 1891
- Chef d'escadron le 30 décembre 1902
- Lieutenant-colonel le 23 mars 1910
- Colonel le 23 décembre 1910
- Général de brigade le 8 août 1916
- Général de division le 23 décembre 1918

## Distinctions
- Grand-croix de la Légion d'honneur (11 juillet 1934)[9]
- Croix de guerre 1914–1918
- Chevalier de l'ordre du Mérite agricole
- Ordre du Bain
- Distinguished Service Cross
- Commandeur de l'Ordre Polonia Restituta
- Commandeur de IIIe classe de l'Ordre du Mérite militaire (Bulgarie).

## Hommages
- Un timbre postal à l'effigie du général Estienne a été émis le 7 novembre 1960.
- Un buste honore sa mémoire dans le parc de la villa des Arènes à Cimiez à Nice (Alpes-Maritimes).
- Un monument commémore le camp des chars d'assaut de Champlieu, sur la commune d'Orrouy, dans l'Oise, et rappelle les mérites du général Estienne en tant que père des chars d'assaut.
- Une plaque rappelle le poste de commandement de ce même camp, au château d'Orrouy.
- Le monument à l'artillerie d’assaut de Berry-au-Bac qu'il inaugura le 2 juillet 1920.
- Le quartier « général Estienne » à Rambouillet, site militaire français qui existe depuis le XIXe siècle, et a accueilli successivement le 501e régiment de chars de combat (501e RCC) de l'Arme blindée et cavalerie, de 1946 à 1994[10], puis le Commissariat de l'Armée de terre, de 1997 à 2010, et depuis 2010 le Service du commissariat des armées[11].
- La base « général Estienne » à Margny-lès-Compiègnes (Oise), située sur l'aérodrome du même nom et affectation du 6e Régiment d'Hélicoptères de Combat (A.L.A.T.) de 1978 à 2005, année de dissolution du régiment. Il ne subsiste plus aujourd'hui des installations militaires que le mât des couleurs et au pied la stèle portant la mention « BASE GENERAL ESTIENNE »
- Des rues :
  - rue du Général-Estienne à Paris,
  - rue du Général-Estienne à Reims.

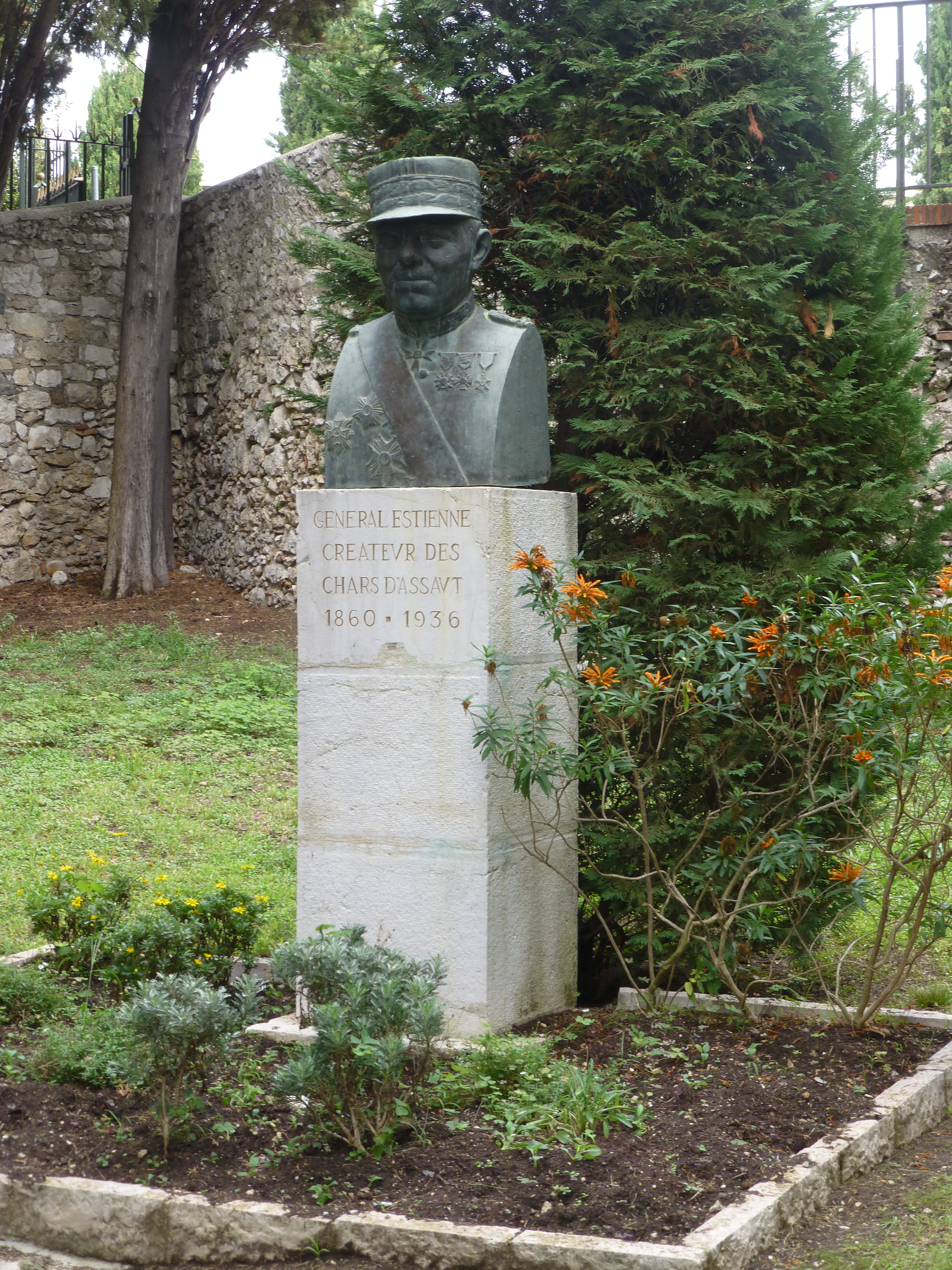
Buste du Général Jean Estienne à Cimiez, Nice, Alpes-Maritimes.
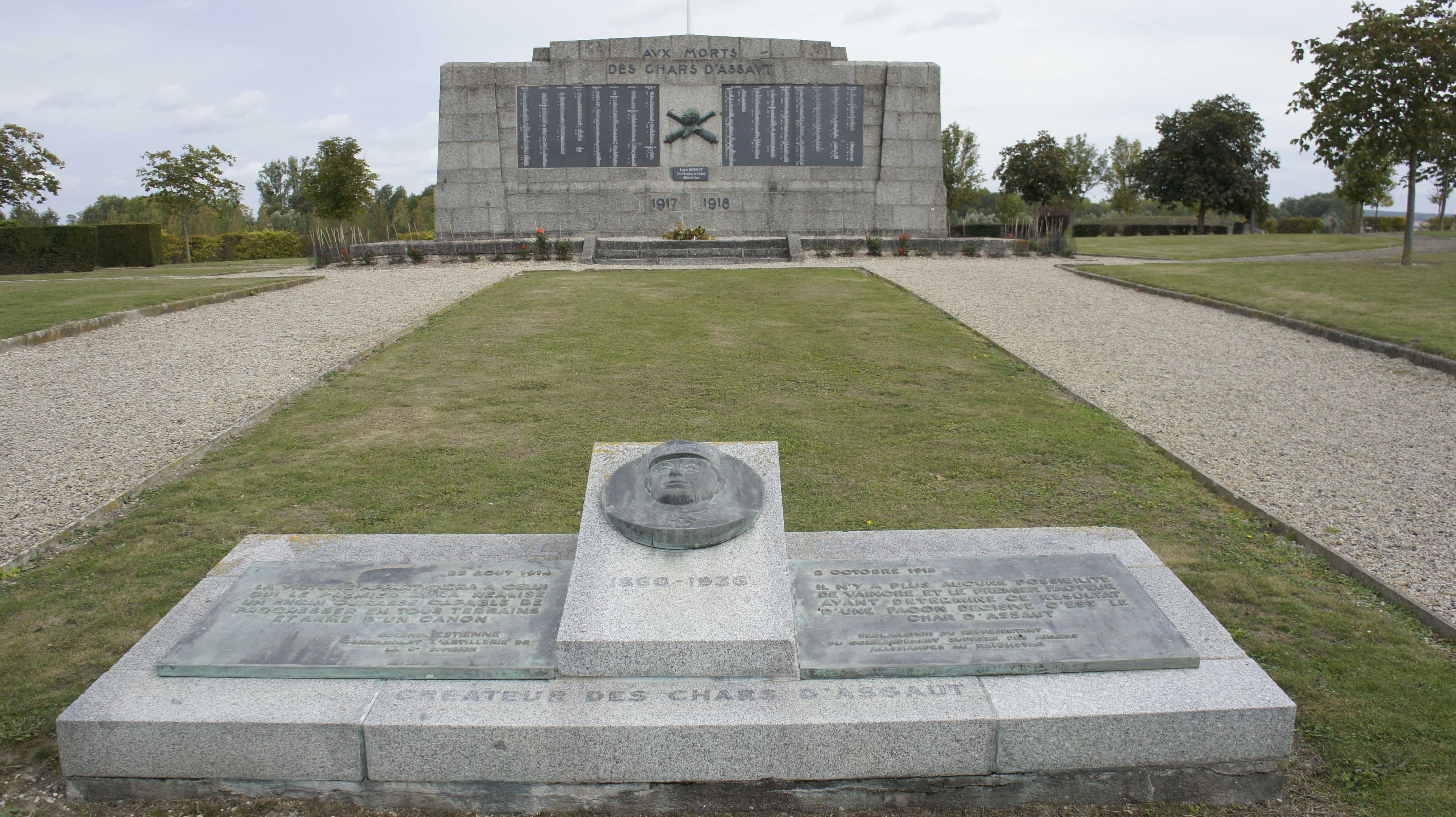
Son effigie en bronze au premier plan sur le monument des chars d'assaut à Berry-au-Bac.
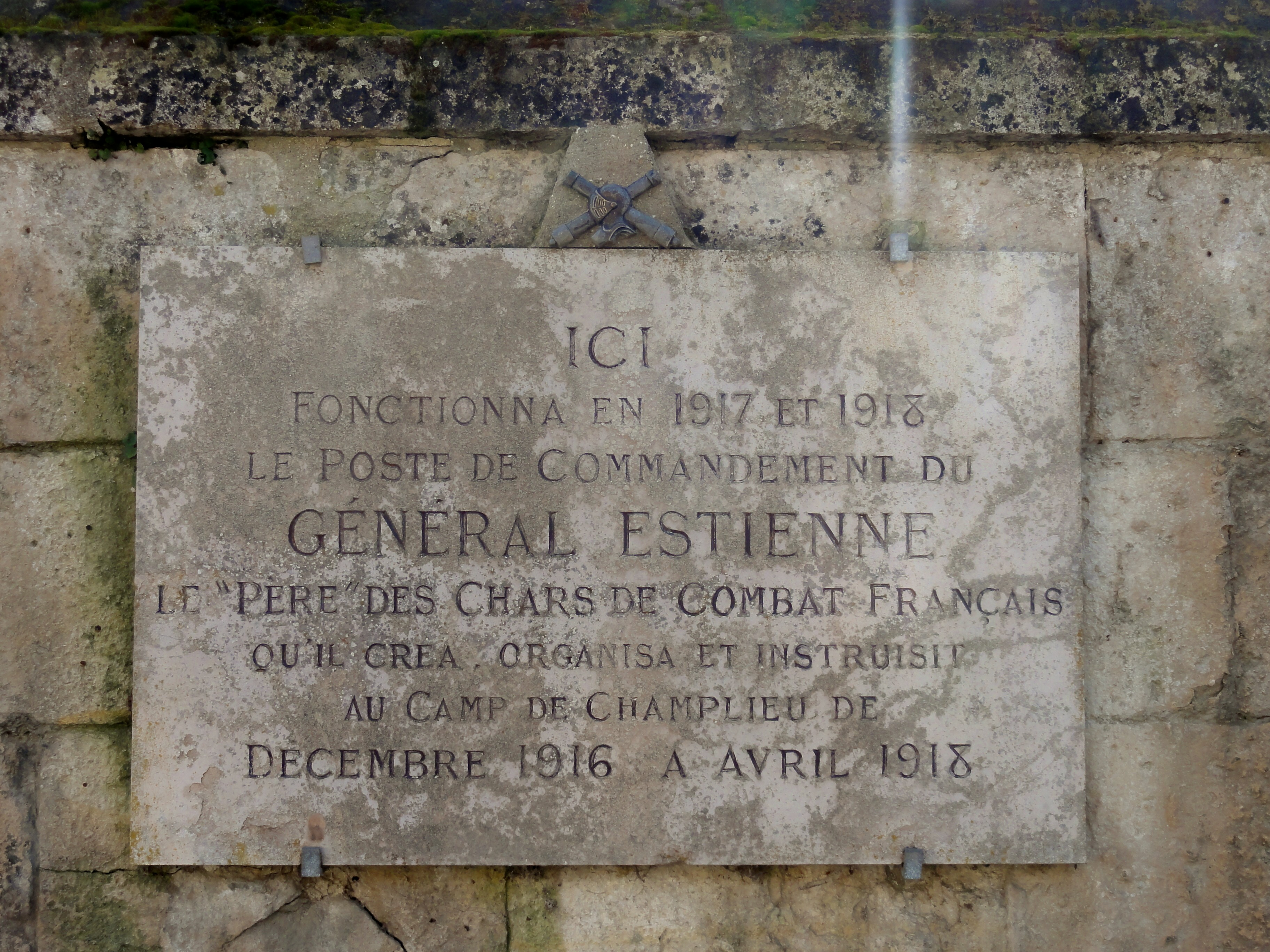
Plaque commémorative à Orrouy.
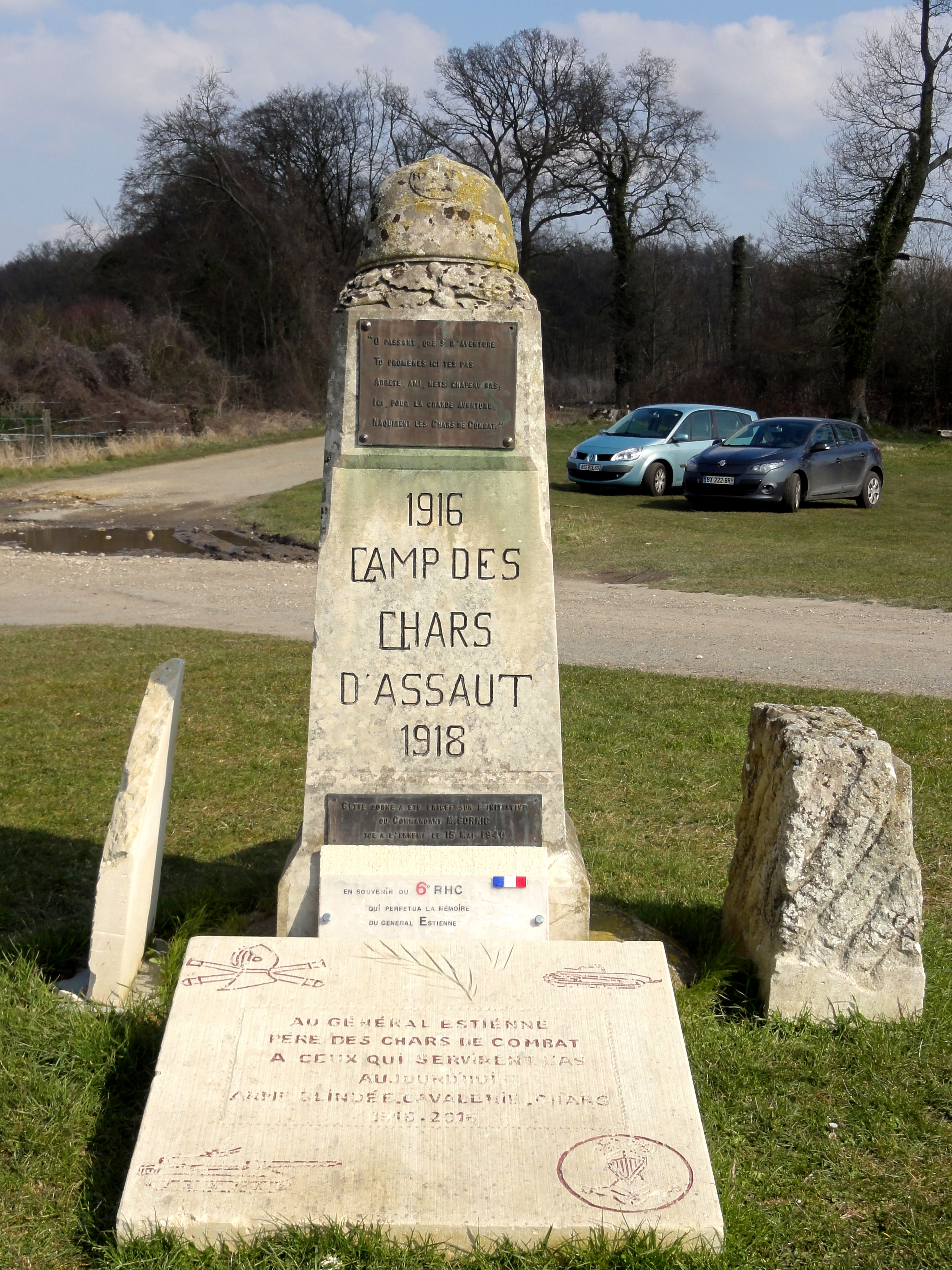
Monument de Champlieu.